# 침푸이
《침푸이》(일본어: チンプイ)는 일본의 애니메이션으로, 후지코 F. 후지오의 만화 작품이다. 2008년에 대한민국의 만화 채널 투니버스를 통해서 방영된 적이 있다.
등장인물 대부분이 도라에몽의 등장인물들에서 성별만 바뀐 형태이다.
완결되기 전 작가인 후지코 F. 후지오가 사망해 결말이 밝혀지지 않았다.

## 등장인물
침푸이
카스가 에리(진애리)
우치키 이치로(이명우)
미나모토 시즈카(신이슬)의 성전환 버전이다. 이쪽은 되려 남자다.
카스가 유리(이영숙)
카스가 에리의 어머니.
코가네야마 스네미(홍미주)
호네카와 스네오(왕비실)의 성전환 버전이다.
오에야마 마사오(왕용호)
이 작품 주역 4인방(에리, 이치로, 스네미, 왕용호) 중 유일하게 도라에몽의 포지션에서 성별을 전환하지 않은 인물. 일진 포지션이라서 남자로 남겨둔 것으로 보인다. 도라에몽의 고다 타케시(만퉁퉁), 키테레츠 대백과의 쿠마다 카오루(한지수)와 동일한 포지션이다.